# Mathieu-Robert Sauvé
Pour les articles homonymes, voir Sauvé.
Mathieu-Robert Sauvé (né en 1961) est un écrivain et un journaliste québécois. Président de l'Association des communicateurs scientifiques du Québec de 2008 à 2012, il publie dans divers périodiques tels L'actualité, Le Devoir et Québec Science. Il est le père de 4 fils.

## Œuvres
- Le Québec à l'âge ingrat, 1993 (Boréal).
- Joseph Casavant, le facteur d'orgues romantique, 1995 (XYZ).
- Léo-Ernest Ouimet, l'homme aux grandes vues, 1996 (XYZ).
- Louis Hémon, le fou du lac, 2000 (XYZ).
- L'éthique et le fric, 2000 (VLB).
- Échecs et mâles, 2005 (Les intouchables).
- Le futur prêt-à-porter, 2011 (MultiMondes).
- Jos Montferrand, le géant des rivières, 2007 (XYZ).
- Dr Stanley Vollant, mon chemin innu, 2013 (MultiMondes).
- Survivre; la science de l'évolution en un clin d'œil, 2015 (MultiMondes).
- La violence des agneaux. La vie et l'oeuvre de Richard E. Tremblay, 2019 (Québec Amérique).
- Le journaliste béluga. Les reporters face à l'extinction, 2020 (Leméac).
- Le stress d'une vie. L’étonnant parcours du Dr Hans Selye, découvreur du stress, 2021 (MultiMondes).

## Prix et distinctions
- 1994 - Prix littéraire Desjardins